# Helen Millar Craggs
Pour les articles homonymes, voir Craggs.
Helen Millar Craggs (1888–1969) est une suffragette et pharmacienne britannique, devenue baronne Pethick-Lawrence.

## Vie et militantisme
Craggs est née Helen Millar Craggs à Westminster, Londres en 1888, elle est la fille de Sir John Craggs, un comptable, qui donne de l'argent pour la recherche en médecine tropicale, et elle a sept frères et sœurs. Craggs fait ses études à la Roedean School (en) et souhaite étudier la médecine, mais son père refuse cette idée et Craggs est allée enseigner les sciences et l'exercice physique dans son ancienne formée pendant un certain temps. Bien que la mère de Craggs soutienne le suffragisme et soit membre éminente du comité de la Conservative and Unionist Women's Franchise Association (en), aussi bien au niveau national qu'à Kensington, elle déplore le militantisme. 
Cragg utilise pour pseudonyme «Helen Millar» (peut-être pour protéger sa famille et son poste d'enseignante) lorsqu'elle rejoint les militantes de la Women's Social and Political Union lors de l'élection partielle de Peckham de 1908 (en). Elle écrit à la craie sur les trottoirs et distribue des documents de campagne sur le suffrage des femmes. Cragg aide Flora Drummond dans le but d'évincer Winston Churchill dans la campagne victorieuse, anéantissant sa majorité sur ce thème et sur d'autres thèmes de l'égalité  lors des élections à Manchester. Churchill est ensuite mis en avant pour le siège de Dundee, où la WSPU est prête à le défier à nouveau . 
Au cours des deux années suivantes, elle doit quitter un foyer peu sympathique, pour devenir organisatrice à temps plein de la WSPU à 25 shillings par mois, vivant dans une propriété louée à Bloomsbury. Elle est rejointe à l'atelier de presse pour femmes par Mary Richardson, qui a parlé des abus obscènes chuchotés par des « passants » masculins et d'autres qui sont venus déchirer les documents du suffrage.  

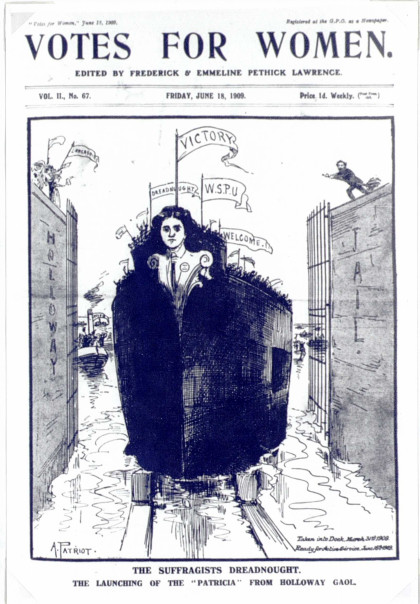
Journal Votes for Women.

Le musée de Londres détient une image de Craggs sur une calèche pour distribuer le journal Votes for Women.  
Cragg est proche du fils d'Emmeline Pankhurst, Harry, qui souffre de poliomyélite. Elle lui rend visite à sa maison de soins infirmiers et est avec lui quand il meurt en janvier 1910,. Cragg devient organisatrice, après Grace Roe, de la branche de Brixton de la WSPU, elle continue ensuite à Hamstead. Au sein du mouvement, Craggs se lie d'amitié avec Ethel Smyth, Evelyn Sharp et Beatrice Harraden. Craggs passe également du temps avec Marie Newby dans le Devon pour soutenir la campagne suffragiste. Craggs se rend également au pays de Galles, et elle est identifiée comme la manifestante qui a sauté sur le ministre de l'Intérieur dans la cathédrale de Llandaff lors d'une visite royale à Cathays Park en disant: « c'est dommage qu'il se promène dans le pays alors que les suffragettes meurent de faim en prison ». 
En novembre 1910, Craggs se rend au Paragon Theatre de Whitechapel à 2 heures du matin pour se cacher dans le toit gelé pendant la nuit avant que Lloyd George ne prenne la parole. Craggs traverse la foule en sortant de sa cachette en criant au Chancelier au sujet des droits des femmes et elle est jetée brutalement dans un escalier en pierre. Un homme présent sur place a déclaré que « les femmes paient aussi des impôts » et il a été battu.  
Les archives de l'université de Cardiff possèdent une image de Craggs tirée du Daily Sketch de 1912. 
En mars 1912, Craggs est emprisonnée dans la prison de Holloway pour avoir brisé des vitres et elle entame une grève de la faim. Plus tard, Craggs est arrêtée pour avoir transporté des matériaux ayant causé un incendie criminel, près de Nuneham Courtney, domicile du membre du Cabinet du gouvernement, Lewis Harcourt. Le WSPU a insisté sur le fait que Craggs agissait seule, car c'était la première attaque contre des biens. L'incident est décrit en détail au tribunal à propos de deux femmes qui louent un canoë et d'une rencontre surprise avec un policier, à qui Craggs déclare qu'elles campent à proximité et qu'elles sont venues «regarder autour de la maison». Le constable a identifié plus tard Craggs, mais la deuxième femme (Norah Smyth (en)) s'est échappée et la police a trouvé de la nourriture et les couleurs du drapeau de la WSPU (blanc vert et violet) et les numéros de téléphone de la propriété et de la caserne des pompiers d'Oxford. Craggs porte « un costume frappant arborant bien en évidence les couleurs des suffragettes » lorsqu'elle comparaît devant le tribunal de Bullingdon Petty Sessions le lendemain et indique son refus de donner son nom. Elle est placée en détention provisoire en raison de la gravité du crime (huit personnes se trouvaient dans la maison) et condamnée par la cour d'assises d'Oxford. Elle doit verser une caution de 1 000 £, dont la moitié est fournie par Ethel Smyth. Craggs est envoyée pendant neuf mois aux travaux forcés dans la prison d'Oxford et elle écrit en remerciant le suffragiste Hugh Franklin (en) pour les photographies de la propriété. Craggs est transférée à la prison de Holloway, où elle entame de nouveau une grève de la faim. Elle est nourrie de force cinq fois en deux jours et subit des dommages physiologiques internes et externes pendant onze jours, puis elle est libérée en raison de son état de santé. Lewis Harcourt effectue un don de 1 000 £ à la League for Opposing Women's Suffrage. 
Craggs s'installe à Dublin où elle se forme comme sage-femme à l'hôpital Rotunda. Elle épouse en 1914 un médecin généraliste de l'East End à Londres, Duncan Alexander McCrombie, originaire d'Aberdeen. Ses parents n'assistent pas au mariage en 1914. Craggs suit une formation de pharmacienne pour soutenir la pratique de son mari. Celui-ci meurt prématurément en 1936, et elle se lance dans la fabrication de puzzles pour assurer un revenu pour elle et ses deux enfants, Sarah (Sallie) (née en 1923) et John Alexander Somerville (né en 1925).

## Fin de vie
Après la Seconde Guerre mondiale, Craggs et sa fille émigrent en Amérique du Nord . Elles s'installant au Canada et elles voient Christabel Pankhurst parfois à Los Angeles. Craggs retourne à Londres et devient secrétaire privée, puis la deuxième épouse du baron Frederick Pethick-Lawrence, un leader et parrain de longue date du mouvement du suffrage de Surrey, trois ans après la mort de sa première femme, la suffragette Emmeline, le 14 février 1957. Son époux meurt en 1961.
Restée veuve, la baronne Helen Pethick-Lawrence meurt le 15 janvier 1969 à Victoria, en Colombie-Britannique,.